# Bolungarvíkurkaupstaður
Bolungarvíkurkaupstaður és un municipi d'Islàndia a la regió de Vestfirðir. Té una extensió de 108,1 km² i una població de 995 habitants a primer de gener de 2025.
La principal població del municipi és Bolungarvík.